# Luigi Agnolin
Luigi Agnolin, (né le 21 mars 1943 à Bassano del Grappa, mort le 29 septembre 2018 dans la même ville), est un arbitre italien de football.

## Biographie
Luigi Agnolin débute en 1973, devient arbitre international dès 1978 et arrête en 1992. 
Il tenta d’entamer une carrière politique, en se présentant aux élections sénatoriales en 1996 avec le centre droit mais il fut battu.

## Carrière
Luigi Agnolin a officié dans des compétitions majeures  : 
- Coupe d'Italie de football 1984-1985 (finale retour)
- Supercoupe de l'UEFA 1986
- Coupe du monde de football de 1986 (3 matchs)
- Coupe d'Europe des vainqueurs de coupe de football 1986-1987 (finale)
- Coupe d'Italie de football 1987-1988 (finale retour)
- Coupe des clubs champions européens 1987-1988 (finale)
- Coupe du monde de football de 1990 (1 match)